# 聖源録
『聖源録』（せいげんろく）もしくは『高麗聖源録』（こうらいせいげんろく）は、2001年に朝鮮民主主義人民共和国（北朝鮮）が国宝に指定した高麗太祖王建一族の族譜である。男系だけ記録している『高麗史』と違って、『聖源録』は、王建の曽祖父から李氏朝鮮開国直後の子孫まで、女系を含めて詳細に記録されている。『聖源録』によると、王帝建の妻は、中国平州出身の頭恩坫角干の娘である。